# Vic Firth (trommestik)
Vic Firth er en amerikansk trommestik, og tromme/slagtøjs kølle producent grundlagt i 1963, ved et uheld ifølge grundlægger Vic Firth, en trommeslager/slagtøjsspiller. Selskabets hovedkvarter ligger i Boston, Massachusetts og er ifølge eget udsagn verdens største producent af trommestikker og køller.